# Behemoth (Canada's Wonderland)
Behemoth is een stalen achtbaan in Canada's Wonderland in Canada.
De achtbaan is geopend op 25 april 2008. Behemoth is een achtbaan van het type Hyper Coaster van de Zwitserse achtbaanconstructeur Bolliger & Mabillard. De achtbaan kostte C$ 26 miljoen, waarmee deze vijftiende achtbaan de grootste investering van het park ooit was, wat met de komst van Leviathan weer ruimschoots verbroken werd.

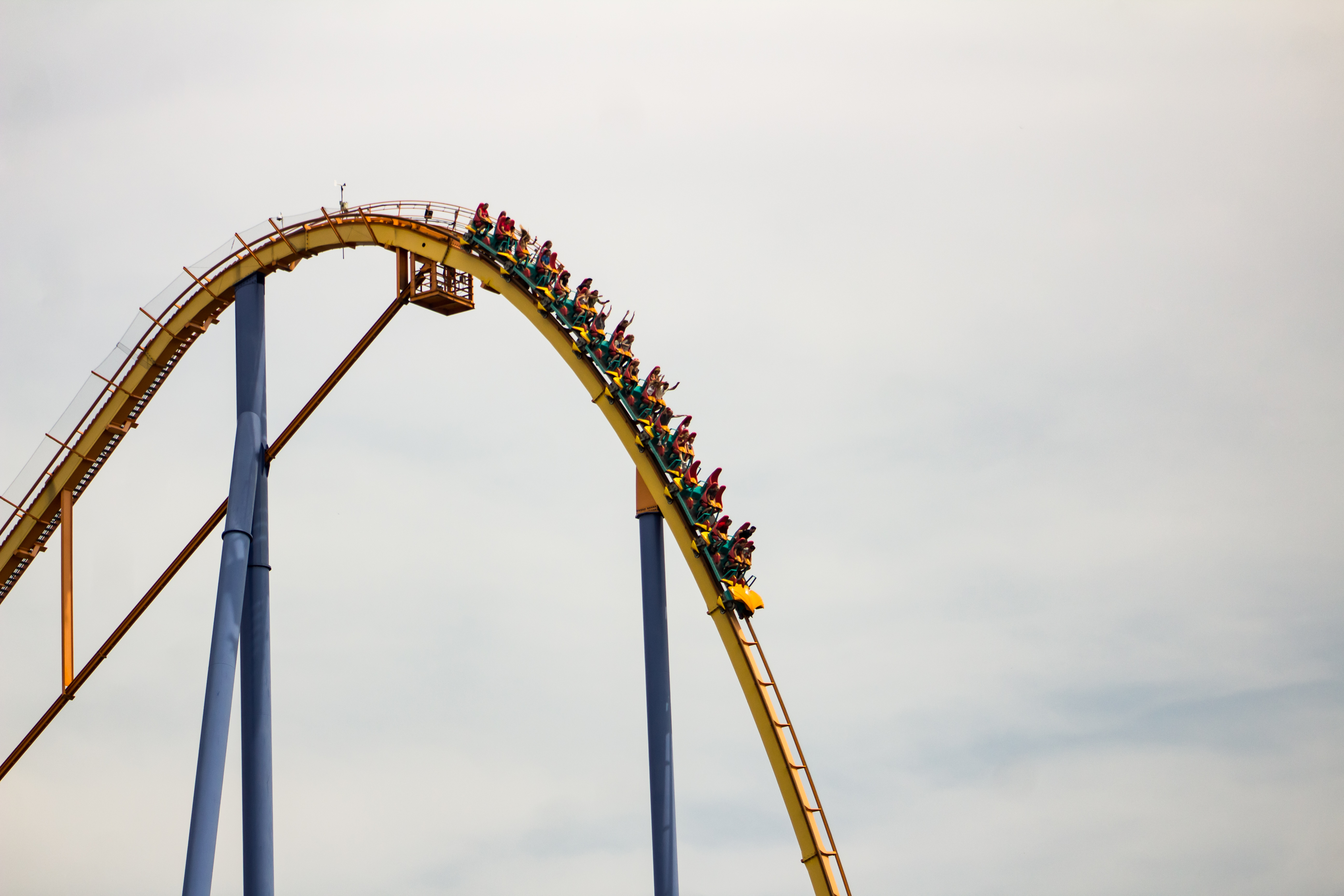
De eerste afdaling, waarop het bijzonder ontwerp van de achtbaantrein te zien is (de stoelen staan in een V-vorm).

AlpenFury ·
Back Lot Stunt Coaster ·
The Bat ·
Behemoth ·
Dragon Fyre ·
Flight Deck ·
The Fly ·
Ghoster Coaster ·
Leviathan ·
Mighty Canadian Minebuster ·
Silver Streak ·
Snoopy's Racing Railway ·
Taxi Jam ·
Thunder Run ·
Vortex ·
Wilde Beast ·
Wonder Mountain's Guardian ·
Yukon Striker

Voormalig: SkyRider · Time Warp